# Jean Novi de Caveirac
Jean Novi de Caveirac (* 6. März 1713 in Nîmes; † 1782, ebenda) war ein ultrakonservativer französischer Kleriker und gegen die Protestanten eingestellter Schriftsteller.

## Leben
Jean Novi de Caveirac wurde 1713 in Nîmes geboren. Zum Abbé geweiht gewann er die Unterstützung des protestantenfeindlichen konservativen Flügels der südfranzösischen Diözesen und wurde schließlich Prior und Seigneur der Abtei Cubiérètes. Ab 1750 trat er als Autor mehrerer Schriften hervor, die neben allgemeinen Angriffen auf die Hugenotten auch die Widerrufung des Ediktes von Nantes und auch die Bartholomäusnacht zu bagatellisieren, wenn nicht nach Voltaire sogar zu rechtfertigen versuchten. Diderot schrieb aus Empörung über die Lektüre Caveiracs seinen Artikel zur Bartholomäusnacht. Der Baron Grimm riet dagegen dazu Caveirac nicht zu beachten. Voltaire tauschte sich im März 1759 in seinem Briefwechsel mit Friedrich dem Großen über Novi de Caveirac aus. 1762 polemisierte Caveirac gegen das Verbot der Jesuiten, in denen er eine Stütze des Hauses Bourbon sah. Caveiracs Schriften wurden in den Nachbarländern mehrfach übersetzt und auch in Deutschland verlegt. 1764 hatte Caveirac den Bogen überspannt. Er wurde durch den Gerichtshof im Châtelet in Abwesenheit an den Pranger gestellt und verbannt. Aus den 70er Jahren sind keine weiteren Publikationen Caveiracs gesichert. Caveirac kehrte aus Italien in seine Geburtsstadt zurück und verstarb dort 1782.
Der Abbé Jean Novi de Caveirac soll zwei 1754 erschienene gegen Jean-Jacques Rousseau gerichtete Streitschriften zur französischen Musik verfasst haben: den «Lettre d’un Visigoth à M. Fréron, sur la dispute harmonique avec M. Rousseau» und den «Nouvelle Lettre à M. Eousseau de Geneve par M. de C.» Nach der gleichen Quelle soll Jean Novi de Caveirac 1782 in Paris verstorben sein.

## Werke
- La Voix du vrai patriote opposée à celle des faux patriotes tolérans, ohne Ort, 1756.
- Mémoire politico-critique où l’on examine s’il est de l’intérêt de l’Église et de l’État d’établir pour les calvinistes du royaume une nouvelle forme de se marier, et où l’on réfute l’écrit qui a pour titre: «Mémoire théologique et politique sur les mariages clandestins des protestants de France», ohne Ort, 1756.
- Apologie de Louis XIV et de son Conseil, sur la révocation de l’édit de Nantes, pour servir de réponse à la «Lettre d’un patriote sur la tolérance civile des protestants de France», avec une Dissertation sur la journée de la S.-Barthélemi, ohne Ort, 1758
- Paradoxes intéressans sur la cause et les effets de la révocation de l’édit de Nantes, la dépopulation et repopulation du royaume, l’intolérance civile et rigoureuse d’un gouvernement ; pour servir de réponse à la «Lettre d’un patriote [Antoine Court] sur la tolérance civile des protestants de France», avec une dissertation sur la journée de la St-Barthélemi [par l’abbé Jean Novi de Caveirac], ohne Ort, 1758.
- L´Avocat du Diable ou les Jésuites condamnés, Au Tartare, 1762.
- Nouvel appel a la raison : des écrits et libelles publiés par la passion contre les Jesuites de France, Bruxelles 1762, ins Deutsche Augsburg 1763 Google Books
- Jean Novi de Caveirac correspondence, Oxford : Electronic Enlightenment Project, 2008.